# Геодинамічні явища і процеси
Геодинамічні явища і процеси — зсуви, селі, обвали, осипи, абразія, ерозія відбуваються у різних геосферах Землі. У приповерхневій частині літосфери вони обумовлюють зміщення, руйнування, розмиви та інші явища, що мають негативні інженерно-геологічні наслідки. Геодинамічні процеси обов’язково досліджуються під час інженерно-геологічної зйомки, вишукувань та інших робіт, пов’язаних із проектуванням, будівництвом та захистом від природних небезпек різних споруд. Джерела їх енергії можуть бути як ендогенними, так і екзогенними.